# بلحيات البحر

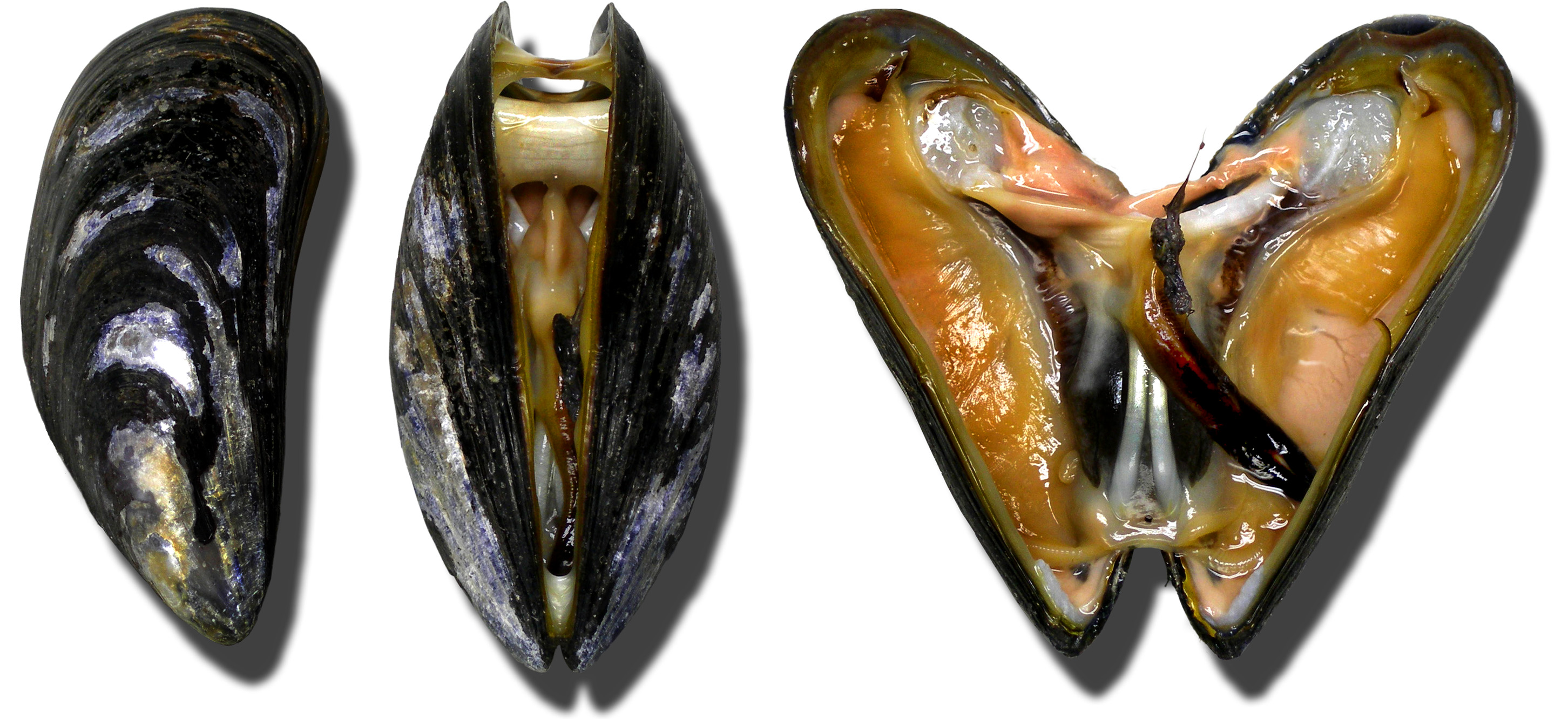
بلح البحر

بلحيات البحر (الاسم العلمي: Mytilida) هي رتبة من الحيوانات تتبع طائفة ذوات المصراعين.

## التصنيف
- فوق فصيلة بلحيات البحر الحقيقية
  - فصيلة بلحيات البحر البحرية
    - أسرة بلحاوات البحر
      - جنس بلح البحر